# Nicholas Goodrick-Clarke
Nicholas Goodrick-Clarke (Lincoln, 15 gennaio 1953 – 29 agosto 2012) è stato uno storico britannico, docente di Esoterismo occidentale all'Università di Exeter.
È noto in particolare per i suoi studi sulle tradizioni esoteriche e sul periodo storico che separa le due guerre mondiali.

## Biografia
Frequentò il Lancing College di West Sussex, proseguendo con gli studi di tedesco, scienza politica e filosofia all'Università di Bristol dove si laureò col massimo dei voti e una menzione di lode. Completò il dottorato di filosofia alla St Edmund Hall di Oxford con una dissertazione che riguardava il ritorno dell'occultismo e della teosofia agli inizi del XIX secolo.
Essa fu la base del suo primo e più noto libro, The Occult Roots of Nazism, tradotto in dodici lingue e ininterrottamente in ristampa a partire dalla prima edizione del 1985, anno in cui sposò Clarke. Fra le opere successive si ricordano Paracelsus: Essential Readings, pubblicato nel 1990, e Black Sun: Aryan Cults, Esoteric Nazism and the Politics of Identity.
Nella sua variegata carriera, Goodrick-Clarke lavorò come maestro di scuola, banchiere e per il successo di Campaign for Oxford, una delle prime campagne di raccolta fondi per un'università inglese. Nel 2002, Goodrick-Clarke fu nominato ricercatore Fellow nel campo dell'esoterismo occidentale presso l'Università di Lampeter, e, nell'anno successivo, docente nel dipartimento di Storia dell'Università di Exeter. Come professore di esoterismo occidentale e direttore del Centro per lo studio dell'esoterismo (EXESESO) di Exeter, Goodrick-Clarke sviluppò un corso master a distanza  sull'esoterismo occidentale, oltre a seguire un gruppo di dottorandi. In quegli anni scrisse The Western Esoteric Traditions: A Historical Introduction, pubblicato nel 2008.
Nel 1983 fu uno dei membri fondatori di "The Society", un'associazione informale con sede a Londra che raccoglie studiosi professionisti e dilettanti di esoterismo, tra cui Ellic Howe, l'editore Michael Cox, John Hamill, e lo studioso dei Rosacroce Christopher McIntosh. Fu anche uno dei cofondatori della Società europea per lo studio dell'esoterismo occidentale (ESSWE) e dell'Associazione per lo studio dell'esoterismo (ASE), in America. A partire dal 1995 fu nel corpo docente del New Open Center di New York.